# Piacenza
Piacenza (wym. [pja'ʧɛnʦa]) – miasto i gmina we Włoszech, w regionie Emilia-Romania (Emilia-Romagna), w prowincji Piacenza.
Według danych na rok 2023 gminę Piacenza zamieszkiwało 102 548 osób, 869 os./km². Powierzchnia gminy wynosi 118 km². Miasto znajduje się przy głównym szlaku kolejowym ze stacją Piacenza i autostradzie z Mediolanu na południe Włoch.

## Historia
Piacenza została założona w 218 p.n.e. przez Republikę rzymską jako miasto-kolonia strzegące ówczesnych granic imperium.
W marcu 1095 roku miał miejsce synod w Piacenzy. Organizatorem był papież Urban II. Miał tu miejsce skandal związany z kijowską księżniczką Eupraksją. Główne ustalenia:
- ogłoszenie walki przeciw Henrykowi IV
- potępienie handlu urzędami kościelnymi
- potępienie małżeństw duchownych.

## Zabytki
- Katedra w Piacenzy – romański kościół ukończony w roku 1233

## Urodzeni w Piacenzy
- Anonim z Piacenzy, anonimowy pątnik, który ok. roku 570 odwiedził Ziemię Świętą i pozostawił po sobie opis swojej podróży
- Teobaldo Visconti, późniejszy papież Grzegorz X.
- Giorgio Armani, włoski projektant mody
- Filippo Inzaghi, włoski piłkarz
- Simone Inzaghi, włoski piłkarz

## Miasta partnerskie
- Hiszpania: Plasencia
- Niemcy: Erfurt